# Porte Emmeran

Porte d'Emmeran

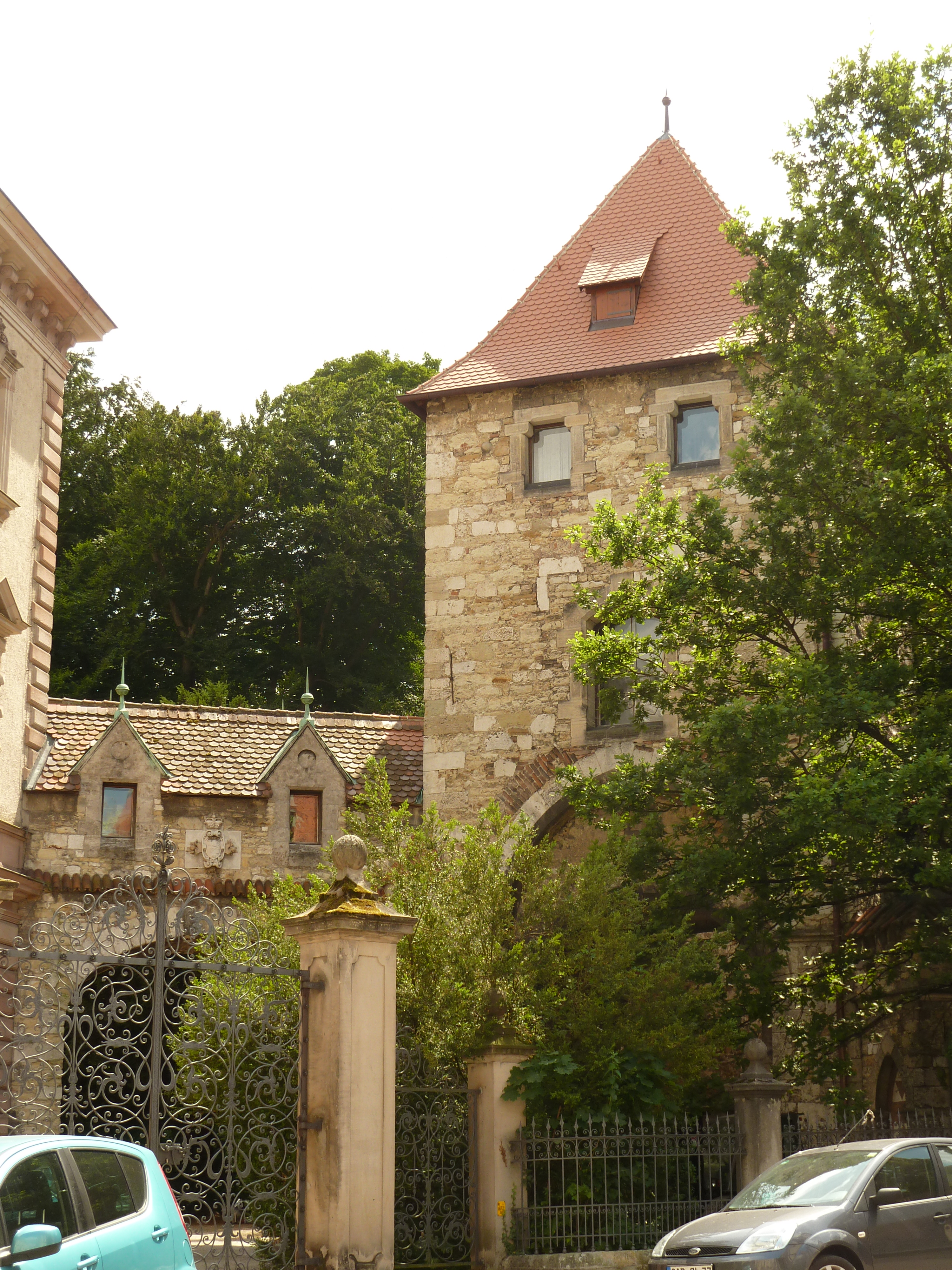
Porte Emmeran, vue depuis le nord

La Porte Emmeran ou Nouvelle porte Emmeran (en allemand, Neue Emmeramer Tor) est l'une des cinq portes de ville conservées des fortifications médiévales de Ratisbonne construites vers 1320. La nouvelle porte Emmeran bien conservée a remplacé l'ancienne porte Emmeran des remparts arnulfiens, qui était construite vers 920 et était située à l'extrémité sud de l'Oberen Bachgasse plus au nord-est, à la courbe des remparts entre Obermünster et le monastère Saint-Emmeran. Jusqu'en 1907, lorsque la voisine Helenentor a été construite et la Helenenstraße aménagée, l'Emmeramer Tor était un point d'accès important pour la population de Ratisbonne et plus loin au village voisin de Kumpfmühl.

## Emplacement
La porte se trouve du côté sud-ouest de la vieille ville, à côté de l'aile sud du château de Thurn und Taxis. La rue « Waffnergasse », autrefois également appelée « Sauwinkel », passe devant le système de portes, à travers la Helenentor, qui n'a été construite qu'en 1907, et plus loin sur un pont à poutres en acier au-dessus de l'ancien fossé de la ville jusqu'à la Helenenstraße alors nouvellement aménagée.

## Apparence
La tour-porte a trois étages. Plusieurs éléments gothiques sont visibles. L'extérieur de la porte a un arc en plein cintre, tandis que l'intérieur a un simple arc en plein cintre. Dans la maçonnerie de la porte de la ville, une statue de la fin de la période romaine a été incrustée, qui a été ajoutée à la collection de la Société historique en 1867.

## Histoire
Le duc de Bavière Arnulf Ier choisit Ratisbonne comme nouveau siège royal en 918 et fit construire un anneau de murs élargi, l'Arnulfinische Stadtmauer. Ce système de défense était nécessaire pour protéger les faubourgs nouvellement créés à l'ouest et à l'est, car commerçants et artisans s'étaient installés devant les murs du camp légionnaire romain de Castra Regina. Le mur de ville d'Arnulf commençait sur le Danube à l'église de Saint-Oswald, couvrait les deux places Arnulfsplatz et Bismarckplatz, qui étaient encore reliées à l'époque, puis englobait le monastère Saint-Emmeran dans un grand arc au sud. À l'Obermünster, le mur rejoint à nouveau le mur sud romain. Trois portes de la ville ont été intégrées dans l'anneau mural : le Rouzanburgtor à la fin de l'actuelle Ludwigsstraße sur Arnulfsplatz, le Hallertor sur l'actuelle St Georgen-Platz et l'Alte Emmeramer Tor, qui se trouve à l'est de l'actuelle nouvelle Emmeramer Tor. La nouvelle porte Emmeran de l'enceinte médiévale de la ville, située au sud-ouest du monastère de Saint-Emmeran, a été construite, de même que les autres portes médiévales de la ville encore conservées à Ratisbonne, au Moyen Âge vers 1320 dans le cadre de l'expansion occidentale et orientale de la ville .
Avec l'avancée du développement militaire, au XIXe siècle, les fortifications de la ville ont été abandonnées et les murs de la ville ont été démolis. L'Emmeramer Tor est devenu la propriété privée de la cour royale des Thurn und Taxis. À la demande de la ville en 1873, la princesse Hélène autorise le passage du public par la porte reliant la Waffnergasse à la ceinture de ruelles. Du sud, un pont piétonnier a été construit jusqu'à l'Emmeramer Tor au-dessus des douves partiellement comblées de la ville. La porte est devenue un point de rencontre extrêmement populaire pour la population de Ratisbonne  . En 1885, une terrasse avec pergola est aménagée dans le parc du palais princier à côté de l'Emmeramer Tor. La princesse Margarete von Thurn und Taxis était une peintre amateur et avait un atelier construit dans la tour, qui était relié à un escalier en colimaçon à l'extérieur. L'aile sud du bâtiment du palais a été reliée à l'Emmeramer Tor avec un arc-boutant accessible par Schultze en 1896.

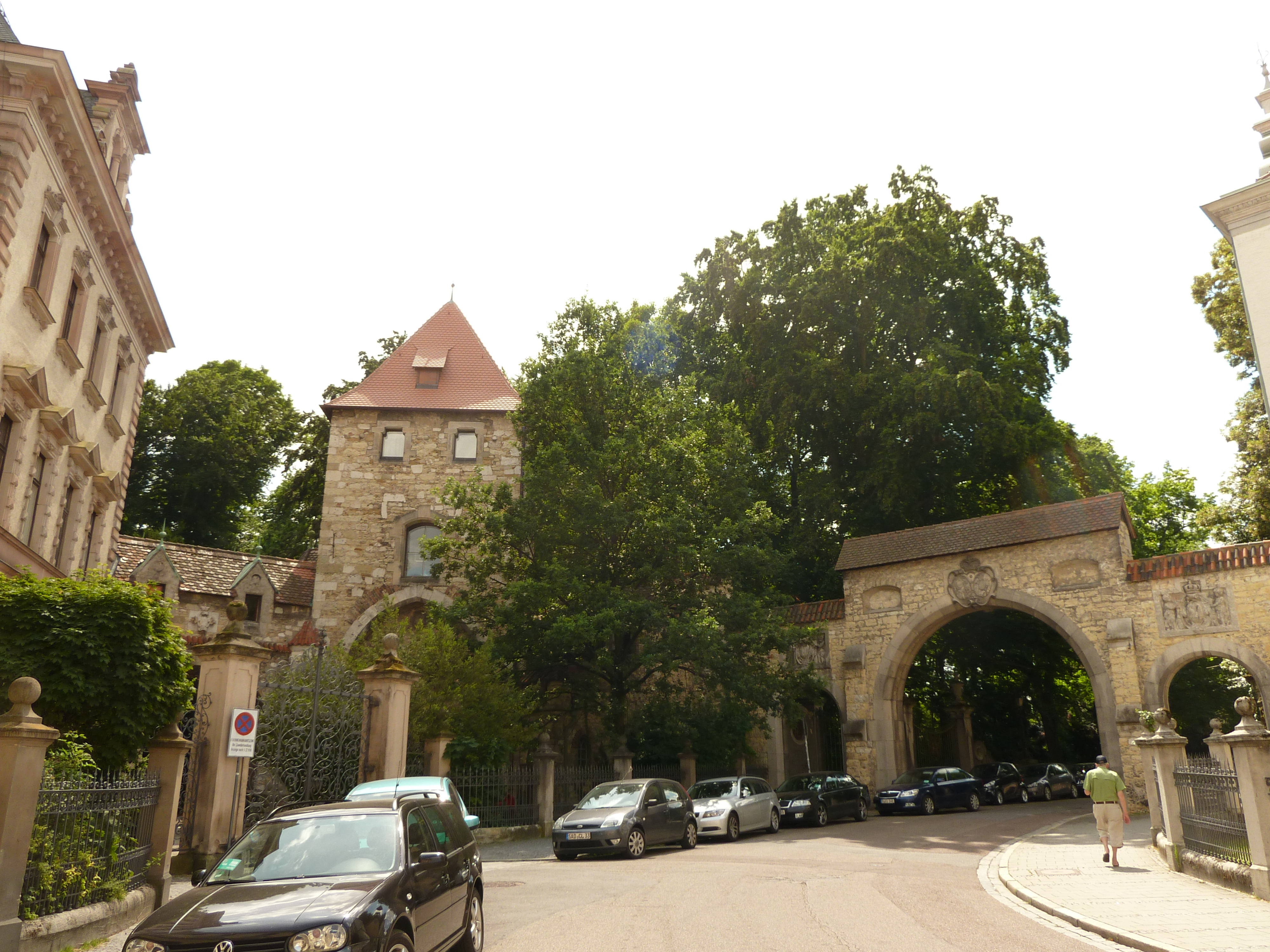
Porte d'Emmeran
et Helenentor (à droite) vue de l'ouest (Helenenstrasse)

Au début du XXe siècle, la ville de Ratisbonne et les Thurn und Taxis ne se contentaient plus d'un chemin piétonnier à travers l'Emmeramer Tor comme accès aux garages princiers nouvellement construits, aux écuries et aux voitures au nord de la porte et cherchaient une alternative à la création une voie de circulation plus large pour les véhicules. Une large rue a été prévue d'Emmeramsplatz à la nouvelle zone de construction au nord d'Emmeramer Tor. La cour royale a fait campagne pour la préservation de l'Emmeramer Tor, car la porte historique et le caractère de la Fürst-Anselm-Allee en tant que parc continu devaient être préservés.
En 1907, la Helenentor a été construite immédiatement au nord-ouest à côté de l'Emmeramer Tor pour se connecter à la vieille ville. L'ancien pont piétonnier au sud de l'Emmeramer Tor a été démoli et l'ancienne porte de la ville a été intégrée dans le parc du château avec un escalier d'entrée conformément aux principes directeurs de la préservation des monuments. Aux frais de la Maison de Thurn und Taxis, en plus de la Helenentor, la Helenenstrasse bordée d'arbres a été construite dans le prolongement de la Fürst-Anselm-Allee et reliée à la Schottenstrasse, qui a également été nouvellement construite à l'époque, comme la nouvelle route d'accès sud de Ratisbonne .

## Littérature
- Peter Brielmaier, Uwe Moosburger : Ratisbonne. La métropole au Moyen Âge. Ratisbonne 2007,  (ISBN 3-79172-055-4) .
- Le guide de la ville de Baedeker Ratisbonne. Baedeker, Ostfildern 2002,  (ISBN 3-87954-026-8) .
- Karl Bauer : Ratisbonne. Art, culture et histoire quotidienne. 6e édition augmentée. MZ-Verlag, Ratisbonne 2004,  (ISBN 978-3-86646-300-4) .
- Anke Borgmeyer, Achim Hubel, Andreas Tillmann, Angelika Wellnhofer : Monuments en Bavière - Ville de Ratisbonne. Ensembles - monuments architecturaux - monuments archéologiques. Tome III.37. Mittelbayerische Druck- und Verlagsgesellschaft, Ratisbonne, 1997,  (ISBN 3-927529-92-3) .
- Hubert Schmid : Préservation du paysage urbain et des monuments à Ratisbonne dans la seconde moitié du XIXe siècle. Siècle (1848-1914). Études de Ratisbonne, Tome 9. Ratisbonne 2004
- Martin Kluger : Ratisbonne. Guide de la ville à travers le patrimoine culturel mondial médiéval. contexte Verlag Augsburg, Augsburg 2007,  (ISBN 978-3-939645-06-1) .
- Paul Otto Schulz : Bavière orientale. Art et culture du Haut-Palatinat, de la Basse-Bavière et de la forêt bavaroise. Guide de voyage artistique DuMont. DuMont, Cologne 2004,  (ISBN 3-7701-6323-0) .